# Condenados, un caribe rojo
Condenados es una serie panameña producida por Telemetro Canal 13 y fue emitida en el horario de las 10pm, con transmisión diaria. 

## Sinopsis
Condenados es una historia de drama y acción, escrita por Eduardo Verdurmen, en la que cinco personas están condenados a vivir un sinnúmero de situaciones que ponen en riesgo sus vidas. 
Edward Álvarez es el personaje principal de la historia, en la que intervienen su esposa Jennifer Álvarez. Además de los policías Francisco Ortega, Aurelio García y Danna Freidder.

## Elenco
- Andrés Morales - Francisco Ortega
- Ofelia Puig - Jennifer Álvarez
- Arturo Montenegro - Edward Álvarez
- Vrenalie Gnaegi - Danna Freidder
- Larry Díaz - Dr. Amador
- Eric De León - Aurelio García
- Randy Domínguez - Bruce Adams